# Славинский, Борис Николаевич
Бори́с Никола́евич Слави́нский (17 августа 1935 года, ст. Христиновка, Черкасская область, Украина — 23 апреля 2003 года, Красногорск, Московская область, Россия) — специалист в области международных отношений и внешней политики России на Дальнем Востоке.

## Биография
Б. Н. Славинский в 1958 г. закончил Киевский политехнический институт и был распределен в Московскую область, г. Красногорск, на Красногорский оптико-механический завод и МАП СССР, где работал по 1967 г.
Защитив в 1966 г. диссертацию на соискание ученой степени кандидата технических наук, с 1967 г. по 1971 г. работал старшим научным сотрудником, а позднее руководителем японского направления в Управлении внешних сношений Государственного комитета СССР по науке и технике в Москве, занимался развитием научно-технических связей с Японией.
После создания Дальневосточного научного центра Академии наук СССР в 1971 году Б. Н. Славинский переехал с семьей во Владивосток, где работал в Президиуме Дальневосточного научного центра (ДВНЦ) заместителем главного ученого секретаря, ответственным за организацию международных научных связей Центра с зарубежными странами. Одновременно в Институте истории ДВНЦ возглавил сектор «Внешняя политика СССР на Дальнем Востоке». Здесь он вместе с ведущими советскими учеными и специалистами по дальневосточным проблемам подготовил монографию «История международных отношений на Дальнем Востоке, 1945—1977 гг.» которая вышла в свет в Хабаровском книжном издательстве.
В 1982 году Б. Н. Славинский вернулся в Москву и получил приглашение для работы в Главной редакции изданий для зарубежных стран издательства «Наука» в должности ответственного секретаря журнала «Общественные науки», затем заместителя главного редактора редакции «Общественные науки и современность». В 1988 году в издательстве «Международные отношения» опубликовал монографию «Внешняя политика Советского Союза на Дальнем Востоке, 1945—1986 гг.» В том же году он был назначен заместителем главного редактора журнала «Проблемы Дальнего Востока».

## Научная деятельность
Б. Н. Славинский впервые в советской историографии опубликовал фактические данные о корейской войне 1950—1953 гг., подготовил монографию о Сан-Францисской мирной конференции 1951 года и послевоенном мирном урегулировании с Японией, которая в 1992 году была опубликована в Токио на японском языке. Является автором монографии «Советская оккупация Курильских островов (август-сентябрь 1945). Документальное исследование», которая вышла в свет одновременно в России, Японии и США (Издательство Гарвардского университета).
Являлся активным сторонником возврата Японии Курильских островов.
Собрал, упорядочил и финансировал издание книги избранных произведений Максима Славинского «Заховаю в серці Україну».

## Публикации

### Монографии
- История международных отношений на Дальнем Востоке, 1945—1977. Хабаровск, 1978. 552 с. Совместно с Капицей М. С., Петровым Д. В. и др. (на рус. яз.);
- Внешняя политика СССР на Дальнем Востоке, 1945—1986. М.: Международные отношения, 1988. 336 с. (на рус. яз.);
- Советская оккупация Курильских островов (август-сентябрь 1945 года): Документальное исследование. М.: Лотос, 1993. 137 с. (на русс. яз.); Токио: Киодо Цусим, 1993 (на япон. яз.); Кембридж (США): Гарвард унив. пресс (на англ. яз.);
- Пакт о нейтралитете между СССР и Японией: дипломатическая история, 1941—1945 гг. М.: Новина, 1995. 336 с. (на русск. яз); Токио: Иванами шотэн, 1996 (на яп. яз.);
- Ялтинская конференция и проблема «северных территорий»: Современное документальное переосмысление. М.: Новина, 1996. 222 с. (на рус. яз.);
- «Muchi-no daisho: soren-no tainichiseisaku» (San Francisco Peace Settlement with Japan), Tokyo, «Ningen-no Kadaku-sha», 1991 (in Japanese);
- «Hoppo riodo: soren-no itsutsu-no sentakusi», Tokyo, 1991 (with H.Kimura);
- «USSR and Japan: On the Way to War — Diplomatic History, 1937—1945». M, 1999 (in Russian), Tokyo, 1999 (in Japanese);
- «Soviet-Chinese Relations and Japan. A Diplomatic History of 1917—1937», Tokyo, K.K. Kyodo News, 2002 (in Japanese).

### Статьи
- Soviet Far East in Interchange of International Trade and Economy // Communist Bloc Problems, vol. XIX, No. 9, September 1975, The OA KYOKAI Japan Association on Communist State in Europe and Asia;
- Siberia and the Soviet Far East Within the Framework of International Trade and Economic Relations // Asian Survey. Volume XVII, Number 4. April 1977;
- Торгово-экономические связи Советского Дальнего Востока с сопредельными странами // Информационный сборник торгово-промышленной палаты СССР. Выпуск 26. 1978;
- Некоторые вопросы советско-американского сотрудничества на Тихом океане // США и проблемы Тихого океана. Международно-полит. аспекты. М.: Международные отношения, 1979. С. 260—275.
- Россия на Тихом океане (исторический очерк) // Советско-американские экономические отношения в бассейне Тихого океана. М., Прогресс, 1987. С. 60-82;
- Корейская война, которая едва не привела мир к катастрофе // Новое время. № 23. 1 июня 1990;
- The Japan Foundation Newsletter, July 1991 —"The Crisis of Soviet Japanology"; «Chuo Koron», No.4, 1991 — «Northern Territorial Dispute between Russia and Japan»;
- Корейская война 1950-53 гг.: современное переосмысление // Проблемы Дальнего Востока. 1991, № 2. С. 80-90;
- Сан-Франциск. мирная конференция 1951 г. // Проблемы Дальнего Востока. 1991. № 3. С. 73-82;
- Договор, под которым мы отказались поставить свою подпись // За рубежом. № 37 (1626). 6-12 сентября 1991;
- Советский десант на Хоккайдо и Южные Курилы. Мифы и действительность // Известия. № 110. 12 мая 1992;
- The Korean War Re-examined // Gunji Shigaku, vol. 28, No. 1, June 1992, The Military History Society of Japan;
- The Soviet Occupation of the Kurile Islands and the Plans for the Capture of Northern Hokkaido // Japan Forum, Vol. 5, No. 1, April 1993, London;
- Советский Союз ещё в 1951 году подготовил проект мирного договора с Японией // Независимая газета. 12 октября 1993;
- Почему американцы сбросили атомную бомбу на Хиросиму и Нагасаки? // Проблемы Дальнего Востока. 1995, № 5;
- Японский аспект ялтинских соглашений // Независимая газета. 14 февраля 1995;
- Сан-Францисский мирный договор с Японией и Советская дипломатия // Знакомьтесь — Япония. № 5/1994, 6/1994, 7/1995, 8/1995;
- Россия и Япония: от нейтралитета к войне и от войны к миру // Общественные науки. М., 1995. №. 3. С. 123—141 (на англ. яз.); «Астеион». Токио, Зима 1996 (на яп. яз.);
- Потсдам и атомная бомба // Новое время. № 32 (2611) 8 августа 1995;
- The Potsdam Conference and the Atom Bomb // New Times. October 1995;
- Вступительная статья С. 9-37, оформление и редактирование // Того Сигэнори. Воспоминания японского дипломата. М.: Новина, 1996. 522 с;
- Проблема опеки и демократия // Республика Корея: становление современного общества. М., ИМЭМО, 1996. С. 6-19;
- Ялтинская конференция: современное переосмысление. // Мировая экономика и международные отношения. 1996. № 4. С. 96-01;
- Россия и Япония: 40 лет // MEMO, №. 9, 1996;
- Открытое письмо академику Тихвинскому С. Л. // Азия и Африка сегодня. № 1. 1997;
- Вступление СССР в войну с Японией // Чоо корон. Токио. № 9, 1997. С. 142—160 (на яп. яз.);
- Россия и Япония должны заключить мирный договор // Независимая газета. 7 апреля 1998;
- Хасан // Япония сегодня. Сентябрь 1998;
- Тайная операция «Снег» // Новое время. № 48-49. 6 декабря 1998;
- Operation Code Named «Snow» // New Times. January 18, 1999;